# NGC 2271
NGC 2271 is een elliptisch sterrenstelsel in het sterrenbeeld Grote Hond. Het hemelobject werd op 23 januari 1835 ontdekt door de Britse astronoom John Herschel.

## Synoniemen
- ESO 490-34
- MCG -4-16-17
- PGC 19476